# Blanche ou l'Oubli
 (mars 2018).
Blanche ou l'Oubli est un roman de Louis Aragon publié en 1967, dans lequel un narrateur, Geoffroy Gaiffier, à travers le personnage fictif de Marie Noire cherche à comprendre les raisons de sa rupture avec sa femme Blanche trente ans plus tôt. Le roman se présente comme une réminiscence de trente années, où s'enchevêtrent les plans temporels : passé, présent, mémoire, oubli, ainsi que le blanc et le noir, de même que les points de vue narratifs ou instances d'énonciation, l'autobiographie allégorique et l'histoire. 
Blanche incarne la femme aimée par le passé à travers l'allégorie - de la page blanche et de l'oubli - d'un auteur en proie à sa solitude, qui se confronte à son écriture afin de retrouver, dans l'encre noire et grâce à la représentation du personnage dénommée Marie-Noire, l'essence du présent d'une mémoire qu'il semble s'obstiner à ne pas vouloir oublier.